# 太田藤太郎
太田 藤太郎（おおた とうたろう、1889年〈明治22年〉3月10日 – 1973年〈昭和48年〉10月26日）は、日本の陸軍軍人。最終階級は陸軍少将。

## 人物
明治44年（1911年）、陸軍士官学校・第23期・歩兵科を卒業し、任官後弘前歩兵第31連隊 に入隊。大正14年（1925年）から山形及び秋田の諸学校で配属将校として勤務する。満州出征後の昭和12年（1937年）に陸軍歩兵大佐となり、以後、敦賀連隊区司令官、歩兵第16旅団長、新潟連隊区司令官、浦和連隊区司令官兼地区司令官、等を歴任。この間、陸軍少将まで進級した。1947年（昭和22年）11月28日、公職追放仮指定を受けた。
昭和48年（1973年）卒去し新潟の起願寺に葬られた。

## 経歴
- 山形県東田川郡藤島村藤岡に生まれる[1]。
- 1907年（明治40年） - 山形県立荘内中学校（後の山形県立鶴岡南高等学校）卒業[1]。
- 1911年（明治44年）
  - 5月27日 - 陸軍士官学校・第23期・歩兵科 卒業[2][3]。
  - 12月26日 - 陸軍歩兵少尉となる。
- 弘前歩兵第31連隊 勤務[1]。
- 1925年（大正14年） - 山形県立鶴岡中学校 配属将校となる[1]。
- 山形高等学校 配属将校となる[1]。
- 秋田鉱山専門学校 配属将校となる[1]。
- 満州に出征する[1]。
- 1937年（昭和12年）11月 - 陸軍歩兵大佐となる[1]。
- 1938年（昭和13年）7月15日 – 敦賀連隊区司令官に就任[1][3]。
- 1942年（昭和17年）
  - 4月15日 – 歩兵第16旅団長に就任[1][2][3]。
  - 8月1日 - 陸軍少将[1][2]
  - 12月1日 - 新潟連隊区司令官となる[2][3]。
- 1944年（昭和19年）7月14日 – 留守第2師団兵務部長[2][3]
- 1945年（昭和20年）3月31日 – 浦和連隊区司令官 兼 地区司令官に就任[1][2][3]。
- 1973年（昭和48年)10月26日 - 卒去。墓は新潟の起願寺[1]。

## 栄典
位階
- 1912年（明治45年）3月1日 - 正八位 [5]
- 1915年（大正4年）2月20日 - 従七位[6]
- 1920年（大正9年）3月20日 - 正七位[7]
- 1925年（大正14年）5月1日 - 従六位[8]
- 1930年（昭和5年）5月16日 - 正六位[9]
- 1935年（昭和10年）6月15日 - 従五位[10]
- 1940年（昭和15年）7月1日 - 正五位[11]
- 1945年（昭和20年）9月1日 - 従四位[11]

勲章等
- 1915年（大正4年）11月10日 - 大礼記念章（大正）[12]
- 1921年（大正10年）7月1日 - 第一回国勢調査記念章[13]
- 1923年（大正12年）7月24日 - 勲六等瑞宝章[14]
- 1928年（昭和3年）10月16日 - 勲五等瑞宝章[15]
- 1933年（昭和8年）10月5日 - 勲四等瑞宝章[16]
- 1934年（昭和9年）4月29日 - 旭日小綬章・功四級金鵄勲章[1][2][3]・昭和六年乃至九年事変従軍記章[17]
- 1939年（昭和14年）4月13日 - 勲三等瑞宝章[18]
- 1940年（昭和15年）11月10日 - 紀元二千六百年祝典記念章[19]

外国勲章佩用允許
- 1934年（昭和9年）
  - 3月1日 - 満州帝国：建国功労章[20]
  - 5月9日 - 満州帝国：勲四等景雲章[21]